# 山豬窟
山豬窟，是臺北市的一個地名，位於今南港區南部偏東，範圍為舊莊里西南部。

## 歷史
台灣清治末期至日治前期，該地區為一街庄，稱為「山豬窟庄」，隸屬於大加蚋堡。該庄東及北與南港舊庄為鄰，南邊為土庫庄，西南邊為萬順藔庄，西邊為四份仔庄。
1901年（日治明治三十四年）11月，該庄隸屬於臺北廳，編為第八區。1906年（明治三十九年）1月，第七、八兩區合併，並改名「南港區」。1920年（大正九年）山豬窟庄改制為「山豬窟」大字，隸屬於臺北州七星郡內湖庄。
戰後內湖庄改制為內湖鄉，隸屬於臺北縣，大字亦改制為村。1946年7月，南港、內湖分治，山豬窟地區改隸屬於「南港鎮」，村亦改制為里。1968年7月臺北市改制為院轄市，南港鎮併入成為南港區。1990年3月，臺北市各區重劃，該地區仍屬於南港區。

## 交通
南深路縱向貫穿山豬窟地區，是南港通往深坑的主要道路。國道3號穿越本地區西北角，設有北向出口匝道。

## 公園
- 山水綠生態公園（原為山豬窟垃圾衛生掩埋場）